# 中国2010年上海世界博览会西班牙馆
31°11′13″N 121°28′38″E / 31.1869588°N 121.4770854°E
中国2010年上海世界博览会西班牙馆是2010年上海世博会上代表西班牙的展馆，位于世博园区C片区，设计师为贝娜德塔·塔格里阿布埃（Benedetta Tagliabue）。西班牙馆的主题为“我们世代相传的城市”，展馆面积约为7000平方米。
8524块手工编制的藤板则构成了西班牙馆如“藤条篮子”般的外观，其内部由钢架进行支撑。同时，馆内还通过在藤板上着色来拼接出中文的诗歌。